# Shambleau
Shambleau (Shambleau and Others) è una raccolta di racconti di fantasy e fantascienza composti da Catherine Lucille Moore e originariamente editi sulla rivista Weird Tales fra il novembre 1933 e l'ottobre 1936; fu pubblicata per la prima volta negli Stati Uniti nel 1953. Il volume era originariamente un progetto della casa editrice Arkham House, ma alla fine fu pubblicato da Gnome Press; quest'ultimo editore aveva stampato l'anno precedente una selezione della fantascienza di Moore, intitolata Judgment Night: A Selection of Science Fiction.
Si tratta di un florilegio di opere appartenenti alla prima produzione dell'autrice, costituito da tre racconti del ciclo di Jirel di Joiry e da quattro racconti che hanno per protagonista il pistolero spaziale Northwest Smith, tra i quali il racconto lungo che dà il nome all'antologia.
È stato tradotto in Italiano nel 1982 nella collana Oscar Mondadori, a cura e nella traduzione di Giuseppe Lippi.

## Trame
Tutti i racconti sono caratterizzati dagli elementi tipici della prima produzione di C. L. Moore: l'atmosfera magica ed il passaggio in un'altra dimensione.

### Il bacio del dio nero
Titolo originale: The Black God's Kiss - ottobre 1934.
Sconfitta in battaglia dal "barbaro" Guillame, la fiera guerriera Jirel non osa pensare che Joiry possa essere persa per sempre. Derisa e baciata con scherno da Guillame, sottomessa e in catene, sente che al danno della guerra persa si è unita la beffa del suo orgoglio ferito. Imprigionata nelle segrete del suo stesso castello riesce ad evadere già la notte della sua caduta e il suo primo pensiero non è la fuga ma la vendetta.
Decide perciò di scendere in profondità nei sotterranei fino a quello che deve essere un passaggio dimensionale, che la proietterà in un altro mondo. Ma in quale inferno si è cacciata! Di questo deve trattarsi, viste le creature che lo abitano, e che ivi errano dannate.
Spinta dal fuoco delle ferite che le sono state inferte nell'anima, più che nel corpo, Jirel troverà il coraggio di risalire l'inferno cosmico fino a uno strano tempio, dominato da una statua nera e levigata, che sembra viva. È il dio nero, che lei bacerà, portando con sé, al suo ritorno nel castello, il soffio malsano solo per riversarlo nell'anima di Guillame con un altro bacio. Così Guillame morirà invaso dal male, e lei piangerà la sua perdita, perché lo sciogliersi dell'odio, col consumarsi della vendetta, lascerà intravedere l'amore inconfessato della guerriera per il suo fiero avversario.

### L'ombra del dio nero
Titolo originale: Black God's Shadow - dicembre 1934.
Tormentata dal rimorso di avere inflitto una fine ingloriosa al suo legittimo oppositore Guillame, Jirel di Joiry decide di tornare ancora una volta nel sottosuolo infernale per dare un sollievo all'anima tormentata del suo amato/odiato nemico.
Trova l'anima di Guillame impietrita in una storpia statua nera e riesce a trasformarla in ombra, che tuttavia le sfugge continuando ad emettere i suoi lamenti di angoscia. Jirel la insegue, e lotterà più di una volta col dio nero di quella terra maligna, finché alla fine riuscirà a dare una dignitosa pace alla povera anima di Guillame.

### Stregoneria per Jirel
Titolo originale: Jirel Meets Magic - luglio 1935.
Le armate di Joiry conquistano il castello dello stregone Giraud. Jirel, come una furia, setaccia il luogo alla ricerca dello stregone, senza successo, finché trova una serie di impronte che finiscono sotto una finestra. Lo stregone deve essersi buttato di lì. Jirel lo imita e si ritrova in un luogo totalmente diverso, in una terra fatata dove impera la strega Jarisme. Dopo una serie di scaramucce, si consumerà lo scontro finale con Jarisme, e poi quello ancora più difficile con lo stregone Giraud.

### Shambleau
Titolo originale: Shambleau - novembre 1933. Questo è il primo lavoro in assoluto pubblicato da C.L. Moore;  fu edito sulla storica rivista di fantascienza Weird Tales.
L'avventuriero Northwest Smith si trova su Marte per i suoi loschi traffici, quando si imbatte in un inseguimento. La persona inseguita sembra una donna e i suoi persecutori paiono decisi a un linciaggio. Smith non capisce il motivo di tanto accanimento: la ragazza sembra inoffensiva e decide di difenderla. Ma la reazione della folla è strana: il livore si trasforma in disgusto quando Smith afferma che la ragazza è con lui.
In effetti, a ben vedere, l'oggetto di tanto odio non è una ragazza vera e propria: si tratta, infatti, di un'aliena. Smith la porta nel suo cubicolo marziano e la tiene con sé finché, una notte, la misteriosa femmina aliena lo avvolge in un abbraccio letale, dal quale fortuitamente lo scioglierà all'ultimo momento un amico venusiano, Yarol.
Smith ammetterà che il perdersi dentro l'abbraccio mortale della Medusa era piacevole in maniera sublime; una reificazione del cupio dissolvi senza ritorno.

### Sete nera
Titolo originale: Black Thirst - aprile 1934.
In un oscuro porto venusiano Northwest Smith viene ingaggiato da una cortigiana di un'antica schiatta aliena. Dietro sua indicazione si reca nel palazzo, sede dell'Alendar, da cui la donna vorrebbe fuggire. Tuttavia l'Alendar li intercetta e li costringe a seguirlo; ha la possibilità di giocare un po' con nuove menti, e così mostra a Northwest Smith i suoi capolavori.
Si tratta di donne perfette, "coltivate" dall'Alendar al fine di nutrirsi della loro bellezza, quando questa giunge al suo culmine. Smith vede bellezze indescrivibili, che non aveva mai neppure potuto immaginare; l'attrazione che esse esercitano è tale che, in alcuni casi, non ha spazio neppure per pensare e vorrebbe soltanto possederle. Ma l'Alendar ha in progetto di nutrirsi anche della sua rude bellezza maschile, finché, all'ultimo momento, il pistolero a raggi riuscirà a ricacciare il nemico nel suo vero stato, quello di una indistinta sostanza nera, che prende forma grazie a una bellezza che non le apparterrà mai.

### Sogno rosso
Titolo originale: Scarlet Dream - maggio 1934.
In un affollato mercato intergalattico l'attenzione di Northwest Smith viene catturata da una sciarpa rossa che è adagiata nell'angolo di una bottega. Si tratta di un manufatto extraterrestre, di cui non si conosce bene l'origine. Il negoziante è ben contento di disfarsi del drappo purpureo e Smith lo porta, incuriosito, con sé.
Ma la prima notte in cui si addormenterà nella stanza con l'oggetto alieno, Smith inizierà una nuova vita dentro un vivido sogno: la sua esistenza attiva nello stato di veglia cesserà e l'eroe scivolerà inesorabilmente nel coma; nello stesso momento, in una dimensione onirica, si sveglierà in un tempio dove un mostro sanguinario ha appena preteso il sacrificio di una vittima.
Smith viene condotto all'esplorazione del nuovo mondo da una ragazza senza nome. La terra illusoria, eppure reale nello stato di coscienza in cui si trova il protagonista, si mostra all'apparenza generosa ma è in realtà macabra e crudele. L'erba succhia il sangue dei viandanti, se questi osano sostare troppo a lungo in un punto; i frutti degli alberi maturano solo una volta all'anno, ma allora, più che nutrire, essi divengono temibili. Il mostro del tempio setaccia il posto alla ricerca di altre vittime.
In questa ipotesi di luogo, Smith impara a vivere momento per momento, senza farsi domande sul poi. Tutto è troppo fragile per pensare a un domani. Ama la bellissima ragazza senza nome, vive con lei nel suo tempietto neoclassico senza porte né finestre; la mattina, al risveglio, la guarda uscire dall'acqua azzurra del lago e, se riesce a reprimere l'orrore per le cose vive di questo luogo, tutto gli sembra troppo perfetto per fare domande.
Tuttavia giunge il momento di mangiare. Non l'erba, che anzi è ematofaga; né altro, perché non vi è nulla. La ragazza lo conduce al tempio, in una stanza dove, accalcata in una lunga fila, c'è una moltitudine di persone accucciate, che sembrano pregare. Quando trova un posto libero, la donna fa inginocchiare anche Smith e qui si verifica un evento raccapricciante: dal muro spunta un rubinetto che, al semplice contatto, emette un getto di sangue.
Dopo il primo istante di repulsione, Smith non riesce quasi più a staccarsi. Il "fiero pasto" ha trasformato anche lui in un abitante di questa terra dissennata.
Il tempo scorre e Smith sembra rassegnato al suo drammatico ozio, colmato dall'amore per la sua ospite e dalle abbondanti libagioni. Ma qualcosa non torna; non si può vivere in questo modo, senza uno scopo, senza un progetto.
Decide quindi di partire, andando incontro al suo destino; non può portare cibo con sé, non può fermarsi a dormire per terra perché l'erba lo divorerebbe. Eppure vuole andare; lo dissuaderà soltanto il sacrificio della sua amata, che accetterà la propria dissoluzione pur di permettere al suo improbabile compagno di rientrare nella realtà.

### L'albero della vita
Titolo originale: The Tree of Life - ottobre 1936.
Braccato dalla polizia, Northwest Smith si rifugia in un sito di antiche rovine marziane. Qui una candida figura femminile lo attira in un tranello: si fa avvolgere dall'ombra di un manufatto, spingendo Smith ad imitarla. Ma, passato in un'altra dimensione, il protagonista si rende conto di essere stato portato là per essere sacrificato al dio del luogo, Thag.
Il popolo che abita in questa dimensione nascosta cerca di aiutarlo ma migliaia di millenni di terrore ne hanno piegato il coraggio. Smith decide di andare incontro al suo persecutore, giacché non vi è modo di fuggire da questo luogo che non c'è.
Così, nella sede dove aleggia Thag, vede l'albero della vita. Questo incute un terrore indescrivibile pur non rappresentando razionalmente un pericolo. L'albero si piega sul tronco, si esibisce in un amplesso con la candida figura che, in realtà, è la sua sacerdotessa. Ma l'albero è Thag; i rami, il tronco, sono i contorni del mostro, che non è direttamente osservabile. Il suo canto costringe Smith e il popolo dei pavidi a marciare direttamente nelle sue fauci. Solo la prontezza del pistolero gli eviterà una fine orribile, restituendolo ai suoi quotidiani affanni sulla superficie marziana.

## Edizioni
- C. L. Moore, Shambleau and Others, Gnome Press, 1953.
- C. L. Moore, Shambleau, traduzione di Giuseppe Lippi, collana Oscar Mondadori (Fantascienza) n° 37, Mondadori, 1982,  p. 213.